# Bretforton
Bretforton – wieś w Anglii, w hrabstwie Worcestershire, w dystrykcie Wychavon. Leży 27 km na południowy wschód od miasta Worcester i 137 km na północny zachód od Londynu. W 2001 miejscowość liczyła 1023 mieszkańców.